# Passiflora ligularis
Passiflora ligularis, comumente conhecida como granadilla doce ou maracujá doce, é uma planta do gênero Passiflora. É conhecida como granadilla na Bolívia, Colômbia, Costa Rica, Equador, México e Peru; como granadilla común na Guatemala; granadilla de China ou parchita amarilla na Venezuela; e como granaditta na Jamaica.
Gosta de clima que varia de 15º para 18°C entre 600 e 1000 mm de chuva anual. A altitude preferível varia entre 1.700 a 2.600 metros acima do nível do mar. Tem abundantes e simples folhas e flores branca-esverdeadas.
A fruta tem tom variante de laranja para amarelo com pequenas marcas claras. Possui forma redonda com uma ponta que termina no tronco. Tem entre 6,5 e 8 cm de comprimento e de 5,1 e 7 cm de diâmetro. A casca externa é dura e escorregadia, e tem estofo macio no interior para proteger as sementes, que são duras e negras, cercadas por uma esfera e gelatinosa de polpa transparente. Esta é a parte comestível da fruta e possui sabor suave e doce, além de conter vitaminas A, C e K, fósforo, ferro e cálcio.